# Senshi Sōsho

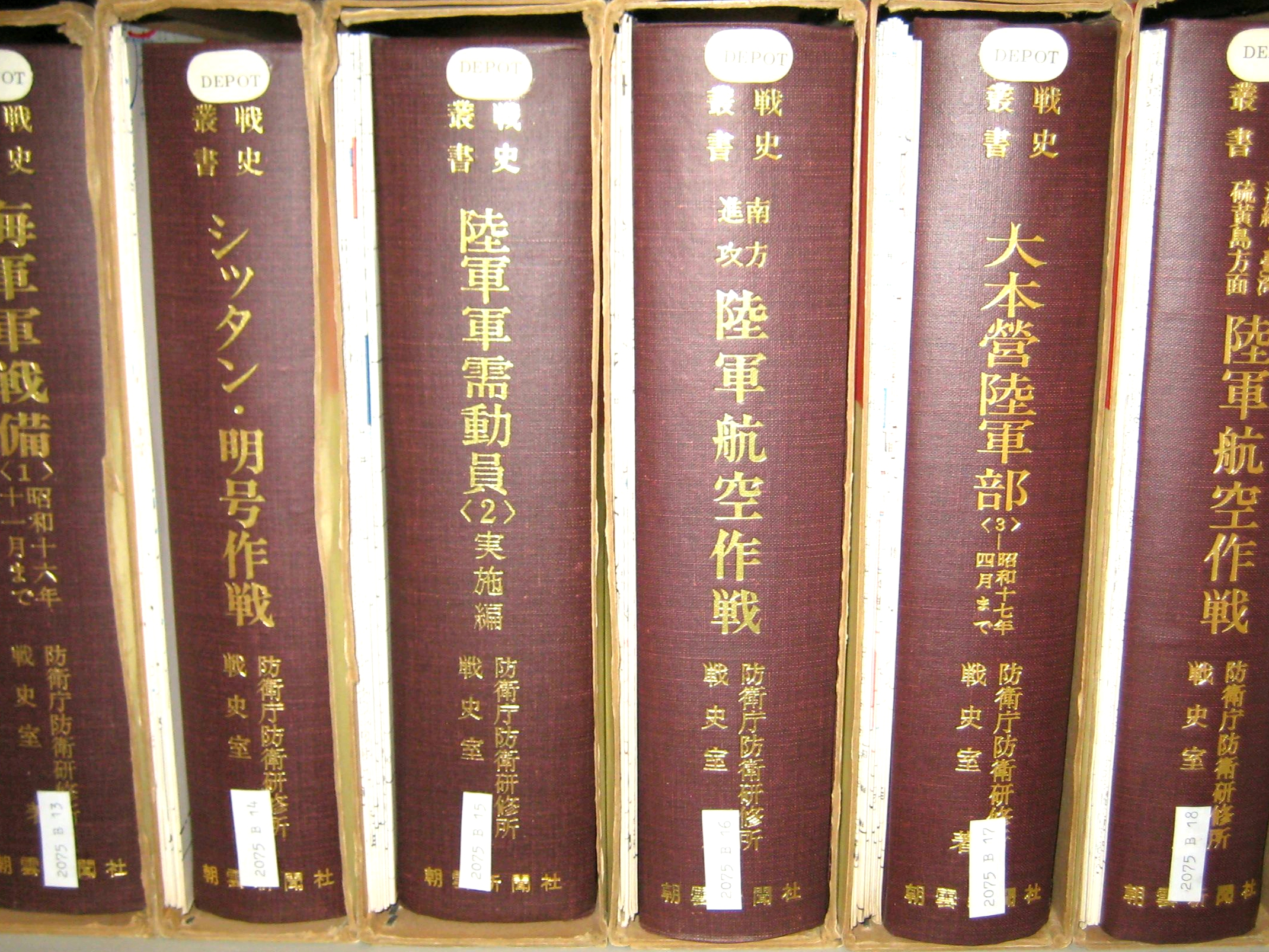
Sechs Bücher des Senshi Sōsho

Senshi Sōsho (jap. 戦史叢書; zu Deutsch etwa Kriegsgeschichte) ist die Kurzform für die 102 Bände umfassende japanische Geschichte des Zweiten Weltkrieges. Zwei Ergänzungsbände wurden später hinzugefügt.
Die Bücher wurden vom Verlag Asagumo Shimbunsha (朝雲新聞社) in den Jahren 1966 bis 1980 für das Department für Militärgeschichte des nationalen Instituts der Selbstverteidigungsstreitkräfte herausgegeben und dienen als bedeutendste japanische historische Quelle des Pazifikkrieges. Sie liegen derzeit nur auszugsweise in englischer Sprache vor.
Die Bände enthalten die Ergebnisse von Forschungen, die im damaligen Amt für Kriegsgeschichte (umbenannt in Abteilung für Militärgeschichte und später in Zentrum für Militärgeschichte umstrukturiert) des National Defense College (später umbenannt in Nationales Institut für Verteidigungsstudien) der Selbstverteidigungsstreitkräfte durchgeführt wurden, oder dem heutige Verteidigungsministerium.
Obwohl die Bücher normalerweise als „offizielle“ Kriegsgeschichte bezeichnet werden, drücken sie nicht die offizielle Ansicht der japanischen Regierung zum Pazifikkrieg aus. Dies zeigt die Tatsache, dass sie von einem privaten Verlag und nicht von der Regierung veröffentlicht wurden. Gleichwohl enthält die Serie die Ergebnisse von Forschungen, die von einem Zweig einer Regierungsinstitution stammen.
Eine Studie über die Geschichte des Pazifikkrieges und eine Zusammenstellung der Ergebnisse einer japanischen Regierungsinstitution war seit den Tagen der Besetzung unmittelbar nach der Niederlage geplant. Erst 1955, nach dem Ende der Besatzung, als das Amt für Kriegsgeschichte innerhalb der Verteidigungsbehörde eingerichtet wurde, wurde der Plan ernsthaft in die Tat umgesetzt. Im War History Office wurden Dutzende von Veteranen ernannt, um die Materialien zusammenzustellen.
Für die Recherche sammelte das Kriegsgeschichtsamt etwa 70.000 Dokumente, die nach der Niederlage verstreut und verloren gegangen waren. Es wurden mehr als 15.000 Veteranen interviewt und etwa 10.000 Dokumente gesammelt, die vom Ministerium für Gesundheit und Soziales übertragen wurden, das die Demobilisierung der Armee und Marine übernommen hatte. Rund 30.000 Dokumente, die nach Beendigung des Zweiten Weltkrieges von den amerikanischen Behörden beschlagnahmt worden waren und nach langen Verhandlungen im April 1958 an Japan zurückgegeben wurden, flossen ebenfalls in die Forschung ein. Andere Dokumente konnten von den Japanern selbst gesammelt und archiviert werden. Die Verteidigungsbehörde legte dann 1965 einen Plan vor, um die Forschungsergebnisse als Senshi Sōsho-Reihe zu veröffentlichen. Mit der Veröffentlichung wurde im folgenden Jahr begonnen.
Einteilung:
- Das Kaiserliche Hauptquartier – 37 Bände
- Die Kaiserlich Japanische Armee – 34 Bände
- Die Kaiserlich Japanische Marine – 21 Bände
- Die Kaiserlich Japanische Heeresluftstreitkräfte – 9 Bände
- Chronologie – 1 Band

Seit Dezember 2018 sind alle Bände online verfügbar unter NIDS Library & Historical records Search System.
Für westliche Historiker, die kein Japanisch lesen können, ist es schwierig die Informationen in westlichen Studien über den Pazifikkrieg zu nutzen. Gegenwärtig sind nur zwei Bände (Vol. 3 Occupation of Dutch East Indies und Vol. 26 The Operations of the Navy in the Dutch East Indies and the Bay of Bengal) in englischer Übersetzung verfügbar. Die Bände wurden von der niederländischen Corts Foundation ins Englische übersetzt. Die Corts Foundation übersetzt zurzeit einen weiteren Band (Vol. 34 Army Air Drive to the Southern Pacific) ins Englische. Diese Übersetzungen konzentrieren sich speziell auf die Bände, die für die Untersuchung des japanischen Angriffs auf die ehemaligen Niederländisch-Ostindien und die anschließende Besetzung dieser Gebiete in der Zeit von 1941 bis 1945 relevant sind.
Eine weitere Übersetzung des The Australian War Memorial von Steven Bullard ist 2007 erschienen; Japanese army operations in the South Pacific area: NewBritain and Papua campaigns, 1942–43. Dieses Buch ist eine Übersetzung von Teilen des Band 14 (Operationen der Armee im Südpazifik: Port Moresby zur ersten Phase von Guadalcanal, Punkt 1) und Band 28 (Operationen der Armee im Südpazifik: Guadalcanal - Buna-Operationen, Punkt 2) des Senshi Sôsho, die die Invasion von Rabaul, die Schlachten entlang des Kokoda-Trails und in der Milne-Bucht sowie die Vernichtung der japanischen Streitkräfte bei Buna, Gona und Giruwa im Norden Papuas umfassen.
2021 erschien die teilweise Übersetzung der Teile 5 und 34 der War History Series unter dem Titel The Invasion of the South: Army Air Force Operations, and the Invasion of Northern and Central Sumatra; ins Englische übersetzt von Willem Remmelink.